# Obserwatorium Archenholda

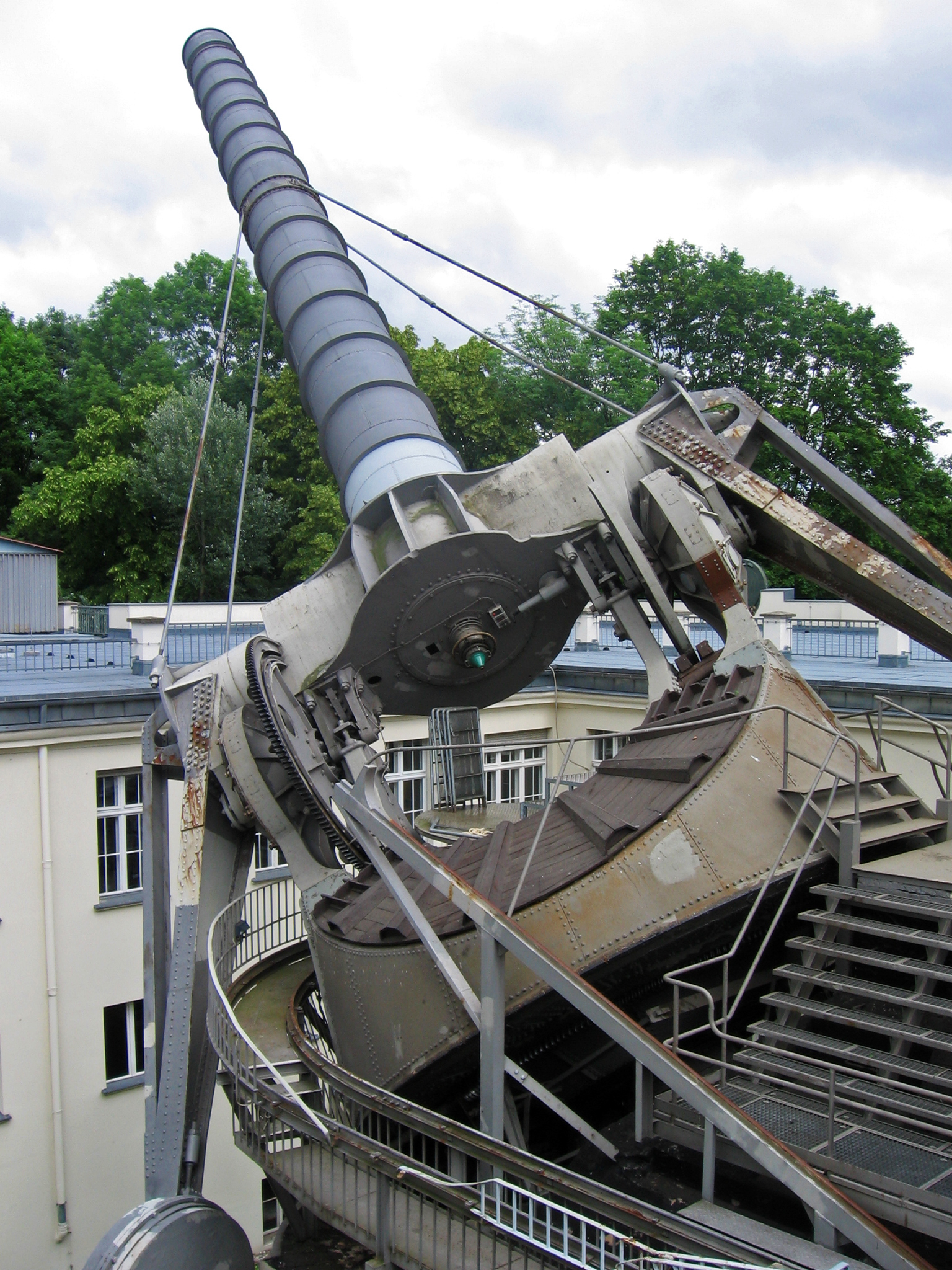
Główny teleskop obserwatorium

Obserwatorium Archenholda (niem. Archenhold-Sternwarte) – obserwatorium astronomiczne znajdujące się w berlińskim parku Treptower Park w dzielnicy Alt-Treptow. Jest najstarszym i największym publicznym obserwatorium w Niemczech. Na dachu obserwatorium znajduje się najdłuższy na świecie teleskop soczewkowy o długości 21 metrów. Obserwatorium służy głównie do celów edukacyjnych oraz jako atrakcja turystyczna – w jego głównym budynku znajduje się muzeum poświęcone astronomii. Do atrakcji muzeum należy m.in. małe planetarium Zeissa, historyczna sala wykładowa imienia Alberta Einsteina oraz duży meteoryt żelazny, zaś znajdujące się na zewnątrz teleskopy udostępnione są miłośnikom astronomii.
W Obserwatorium Archenholda prowadzi się badania dotyczące historii astronomii, koncentrujące się obecnie głównie na rozwoju i zrozumieniu dawnych technik obserwacyjnych i pomiarowych. Tutejsza biblioteka zawiera około 30 tysięcy książek oraz archiwa dotyczące historii obserwatorium i planetarium.
Zgodnie z nomenklaturą Międzynarodowej Unii Astronomicznej Obserwatorium Archenholda otrzymało kod 604.

## Teleskopy

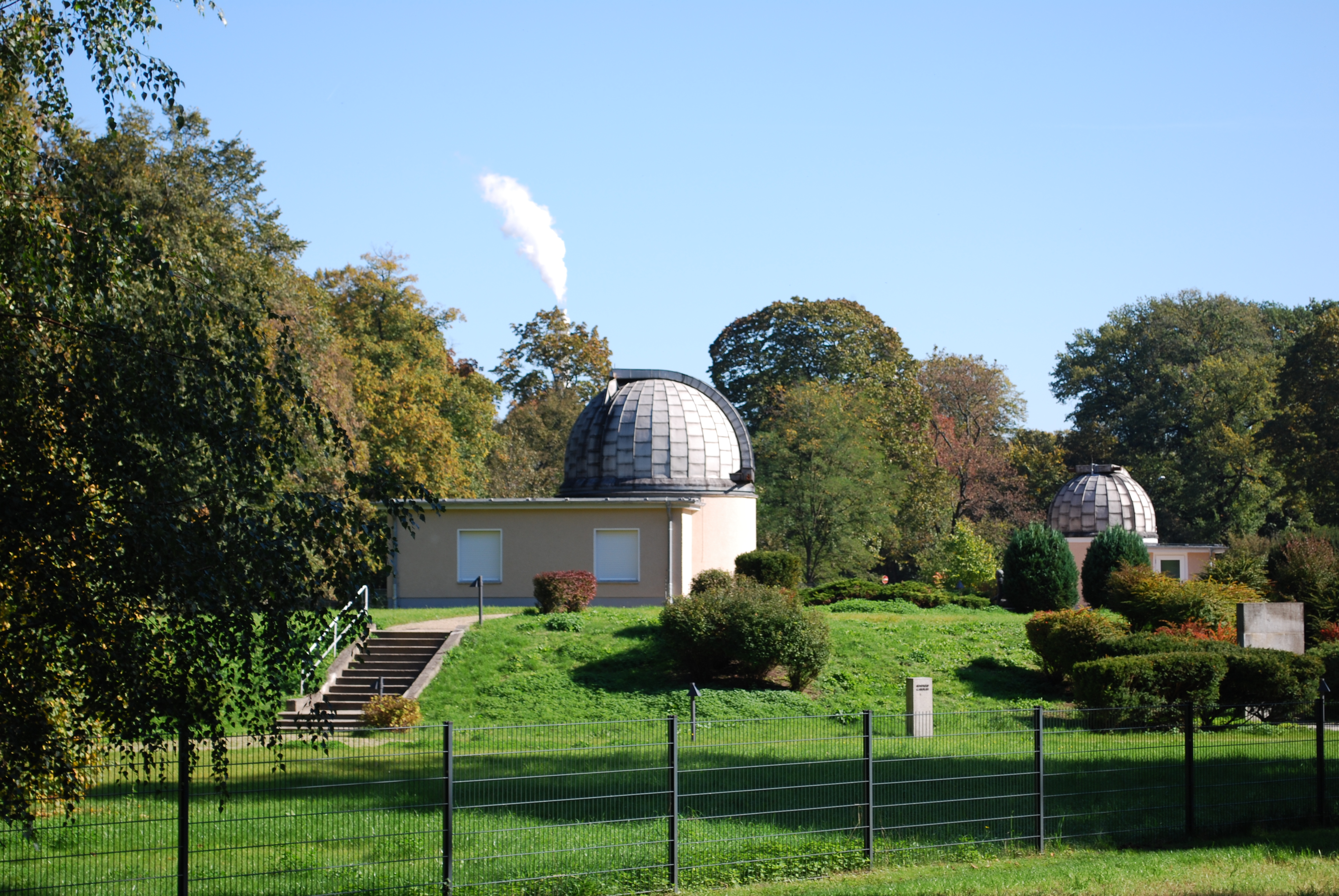
Kopuły mniejszych teleskopów

Na dachu obserwatorium znajduje się Wielki Refraktor (niem. Große Refraktor lub Große Fernrohr) – najdłuższy teleskop soczewkowy na świecie o długości 21 metrów. Średnica jego soczewek wynosi 68 cm, co w 2008 roku klasyfikowało go na ósmym miejscu na świecie pod względem wielkości soczewek. Masa części ruchomej teleskopu wynosi 130 ton. Teleskop nie posiada kopuły jak typowe teleskopy, gdyż takowa musiałaby mieć średnicę prawie 50 metrów. Zamiast tego chroniony jest przez składany dach.
Na dachu obserwatorium znajdują się ponadto: astrograf, refraktor Urania, 0,25-metrowy poszukiwacz komet oraz 0,25-metrowy teleskop Newtona. Na terenie wokół obserwatorium znajdują się: 0,5-metrowy teleskop zwierciadlany, refraktor Coudé oraz mały budynek do obserwacji Słońca.

## Historia
Wielki Refraktor został zbudowany w 1896 roku z inicjatywy młodego niemieckiego astronoma Friedricha Simona Archenholda, mimo wielu problemów finansowych i technicznych. Z założenia miał stanowić tylko jeden z eksponatów odbywającej się wówczas Wielkiej Berlińskiej Wystawy Przemysłowej. Budynek wystawowy, na którym go umieszczono był drewniany i znajdowała się tam wystawa astronomiczna, sala wykładowa oraz mała biblioteka. Teleskop cieszył się wielką popularnością wśród zwiedzających, toteż lokalne władze postanowiły, że pozostanie na miejscu po zakończeniu wystawy. W 1908 roku rozebrano stary budynek i rozpoczęto budowę nowego, murowanego obserwatorium. Nowy budynek został ukończony w następnym roku. W czerwcu 1915 roku w sali wykładowej obserwatorium Albert Einstein wygłosił po raz pierwszy publiczny wykład na temat swojej teorii względności. W 1958 roku teleskop został zamknięty z powodów technicznych – wiele elementów było tak skorodowanych, że uniemożliwiało to bezpieczne działanie teleskopu. Zamierzano go nawet rozebrać i zastąpić nowoczesnym teleskopem, jednak plany te się nie ziściły. W 1983 roku, po trwającym 6 lat remoncie, teleskop został przywrócony do działania.